# Hội đồng Aulic

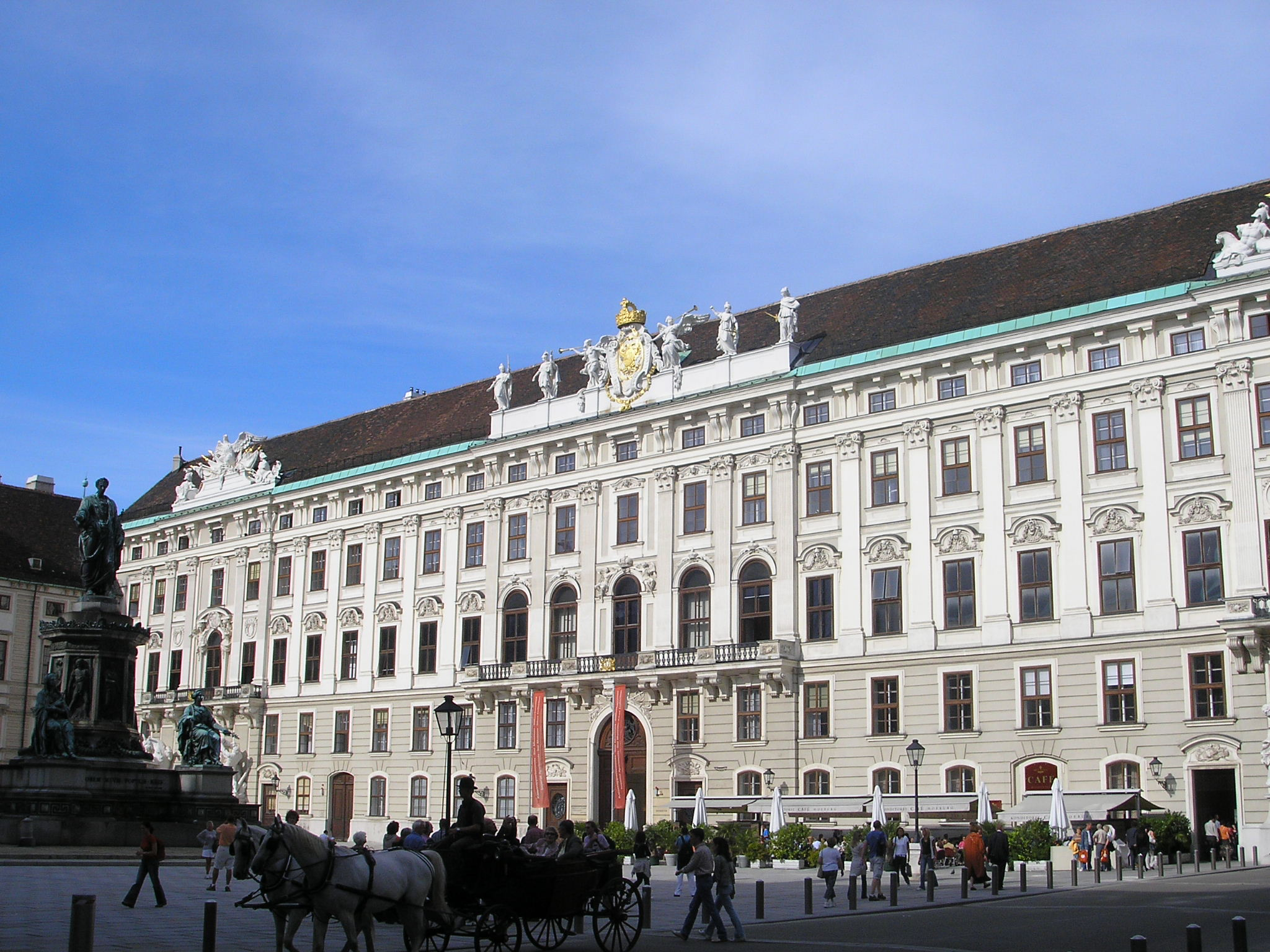
Dãy nhà Reichskanzlei của Hofburg, Viên

Hội đồng Aulic (tiếng La Tinh: Consilium Aulicum, tiếng Đức: Reichshofrat, nghĩa đen là Hội đồng Tòa án của Đế chế) là một trong hai tòa án tối cao của Đế quốc La Mã Thần thánh, tòa còn lại là Reichskammergericht. Nó không chỉ có quyền xét xử đồng thời với Reichskammergericht, mà trong nhiều trường hợp nó còn có quyền tài phán độc quyền, trong mọi quá trình phong kiến, và trong các vấn đề hình sự, đối với các mối thù trực tiếp của Hoàng đế và trong các vấn đề liên quan đến Chính phủ đế quốc. Trụ sở của Hội đồng Aulic là tại dinh thự Hofburg của các Hoàng đế thuộc Nhà Habsburg ở Kinh đô Viên.